# فرار مقامات در خلال اعتراضات سراسری ۱۴۰۱ ایران
به گزارش‌ دیلی اکسپرس در خلال خیزش ۱۴۰۱ ایران مقام‌های جمهوری اسلامی ایران برای به دست آوردن پاسپورت‌های غربی به منظور فرار از کشور و تحت تعقیب نگرفتن، از ایران فرار میکنند. فاکس نیوز هم گزارش دیلی اکسپرس را بازگو کرده.
به گفته این روزنامه به نقل از یک منبع بدون ذکر نام، بخشی از فرودگاه بین‌المللی تهران و 5 پرواز در روز به این موضوع اختصاص داده شده.
این روزنامه همچنین به نقل از یک منبع ایرانی اعلام کرد نزدیکان مقام‌های جمهوری اسلامی از خروجی‌های خاص به هواپیماها برای پروازهای بین‌المللی منتقل می‌شوند.
باب استوارت، نماینده پارلمان بریتانیا گفت «شایعات قابل توجهی» شنیده شده که مقام‌های تراز اول جمهوری اسلامی تلاش می‌کنند لندن را به «پناهگاه امن» خود تبدیل و پاسپورت بریتانیایی‌ دریافت کنند. 
معاوناون وزارت امور خارجه بریتانیا اما از این موضوع ابراز بی‌اطلاعی کرد و گفت آن را بررسی می‌کند.
جیلیان کیگان، معاون وزیر امور خارجه بریتانیا در پاسخ به این نماینده گفت: «بسیار بدیهی است که ما قانون خود را اینجا در بریتانیا داریم اما در رابطه با شایعاتی که او در مورد [درخواست اشخاص تراز اول جمهوری اسلامی] برای پاسپورت شنیده، من آن‌ها را نشنیده‌ام اما مطمئنا آن را بررسی خواهیم کرد.» 